# Cap d'esquadró (pel·lícula)
Cap d'esquadró (títol original en anglès: Wing Commander) és una pel·lícula estatunidenca dirigida per Chris Roberts, estrenada el 1999. És una adaptació d'un videojoc d'Origin Systems a la pantalla gran (1990).

## Argument
L'any 2654, la Confederació que governa a la humanitat està a punt per declarar la guerra als Kilrathi, una raça extraterrestre de criatures mig homes mig fefins que pretén envair la Terra. Un esquadró format per tres joves pilots serà l'equip que haurà de fer front a tan temible enemic. Els Kilrathis organitzen un atac sorpresa contra una base de la confederació terrestre, Pegasus. Els agressors s'apoderen del sistema central de navegació, el "Navcom", que permet calcular les vies d'accés directe a la Terra. Una nau intervé per intentar prendre l'última nau de guerra encara present a la zona atacada, abans d'alertar la Terra.

## Repartiment
- Tchéky Karyo: James Taggart
- David Warner: Geoffrey Tolwyn
- David Suchet: Jason Sansky
- Freddie Prinze Jr.: Christopher Blair
- Matthew Lillard: Todd Marshall
- Saffron Burrows: Devereaux
- Jürgen Prochnow: Paul Gerald
- Ginny Holder: Forbes
- Hugh Quarshie: Obutu
- Ken Bones: Bill Wilson

## Al voltant de la pel·lícula
- Chris Roberts, el realitzador del film, és també el del vídeojoc Wing Comander.[3]
- La veu de Merlin és la de l'actor Mark Hamill, qui interpretava el personatge de Christopher Blair al vídeojoc.